# Балдуин II фон Щайнфурт
Балдуин II фон Щайнфурт (на немски: Balduin II von Steinfurt; † сл. 20 август 1299 или между 12 май и 31 декември 1317) е господар на Щайнфурт, рицар и стюард/шериф на Боргхорст.

## Произход
Той е вторият син на Лудолф III фон Щайнфурт († сл. 1245/ок. 1265) и съпругата му Елизабет (Лиза) фон Бентхайм († сл. 1 юни 1270), дъщеря на граф Балдуин фон Бентхайм († ок. 1247/1248), бургграф на Утрехт, регент на Холандия, и съпругата му Юта фон Ритберг († 1248).
Брат е на Лудолф IV фон Щайнфурт († 22 юни/ пр. 20 ноември 1277), женен за Юта фон Хоя († сл. 20 ноември 1277), на Ото фон Щайнфурт († сл. 1285), каноник в Мюнстер, Йохан фон Щайнфурт († сл. 1233/1281), на Алайдис († сл. 1270), омъжена сл. 1244 г. за Ото III фон Викрат († 1258), и на София († сл. 1292), омъжена пр. 1258 г. за Хайнрих фон Викрат († 25 април 1281).

## Фамилия
Балдуин II фон Щайнфурт се жени за Елизабет фон Липе († 16 май 1315/21 октомври 1316), дъщеря на Бернхард III фон Липе († 1264/1265) и втората му съпруга графиня София фон Равенсберг-Фехта († 1285), дъщеря на граф Ото II фон Равенсберг и графиня София фон Олденбург. Те имат седем деца:
- Лудолф VI фон Щайнфурт († 1308), господар на Щайнфурт, женен ок. 1276 г. за Ода фон Дипхолц († сл. 1326), дъщеря на Йохан I фон Дипхолц († сл. 1265) и Хедвиг фон Роден († сл. 1246)
- Балдуин († сл. 1309), каноник в Мюнстер и Падерборн (1293 – 1309)
- Хайнрих († сл. 1281)
- Лиза († сл. 1315), омъжена (вероятно) за Хайнрих фон Франкенщайн († сл. 1284)
- Елизабет († сл. 1281/сл. 1347), омъжена за Гизберт IV фон Бронкхорст-Батенбург († сл. 1315), син на Вилхелм III фон Бронкхорст († 1290)
- Лутгардис († сл. 1349), абатиса в Боргхорст (1301 – 1316) и Фреден (1316 – 1349)
- Агнес († сл. 1315)